# Детская площадка памяти принцессы Дианы
Детская площадка памяти принцессы Дианы (англ. Princess Diana Memorial Playground, также англ. Diana, Princess of Wales Memorial Playground) — детская площадка, расположенная в северо-западной части Кенсингтонских садов в Лондоне, в районе Кенсингтон и Челси. Площадка посвящена Диане, принцессе Уэльской, и является одним из городских мемориалов в её честь наряду с прогулочным маршрутом и памятным фонтаном.
Площадка видна из Кенсингтонского дворца, бывшей резиденции принцессы.

## История
Площадка была открыта 30 июня 2000 года, на открытии присутствовал будущий премьер-министр Гордон Браун (в то время канцлер казначейства) и брат Дианы граф Спенсер с семьёй, однако члены королевской семьи проигнорировали данное мероприятие. Стоимость обустройства площадки составила 1,7 миллиона фунтов стерлингов.

## Общее описание
Она находится на месте площадки, посвящённой Питеру Пэну, построенной ещё при жизни Джеймса Барри в 1906 году, однако занимает бо́льшую территорию. При этом дизайн площадки основан на сюжете книг о Питере Пэне: в её центре расположен огромный деревянный пиратский корабль, по которому дети могут лазить, вокруг корабля насыпан песок. Также на площадке имеются горка, качели, сенсорная дорога, музыкальный сад, домики, вигвам, различные игровые скульптуры. Дети с ограниченными возможностями могут играть как в основной части, так и в специально устроенной зоне.
Площадка открыта для бесплатного посещения, и ежегодно на ней бывает более миллиона посетителей. При этом бо́льшую часть дня на площадку могут приходить только дети до 12 лет в сопровождении взрослых, взрослым без детей посещение площадки открыто лишь утром с 9:30 до 10:00. В случае большого наплыва посетителей перед входом на площадку устраивается очередь.
Рядом с площадкой находится 900-летний дуб Элфин-оук (en:Elfin Oak)), в стволе которого вырезаны и раскрашены фигуры гномов, эльфов и животных.

## Дополнительные факты
- В августе 2014 года площадку посетили Кейт Миддлтон с принцем Джорджем[5].
- На площадке происходит одна из сцен фантастического романа «Новый Дозор» (главный герой пьёт на площадке пиво, беседуя с ведьмой Ариной).